# Wiski (wieś w powiecie radzyńskim)
Wiski – wieś w Polsce położona w województwie lubelskim, w powiecie radzyńskim, w gminie Komarówka Podlaska.
Miejscowość była przejściowo siedzibą gminy Brzozowy Kąt. W latach 1975–1998 miejscowość należała administracyjnie do województwa bialskopodlaskiego.
Wieś stanowi sołectwo gminy Komarówka Podlaska. Według Narodowego Spisu Powszechnego z roku 2011 wieś liczyła 288 mieszkańców.
Wierni Kościoła rzymskokatolickiego należą do parafii Najświętszego Serca Pana Jezusa w Komarówce Podlaskiej.

## Historia
Wiski w wieku XIX stanowiły wieś z folwarkiem w powiecie radzyńskim, gminie Brzozowy Kąt, parafia Komarówka, w roku 1893 posiadały 43 domy i 327 mieszkańców oraz 1632 mórg ziemi.
Według spisu z 1827 roku była to wieś prywatna w parafii Rudno było tu 37 domów, 207 mieszkańców.
Dobra Wiski i Planta, z miastem Wohyń, wsiami: Wiski, Walina, Osowa, Wornice, Brzozowy Kąt, Derewiczna, Rudno, były w roku 1833 własnością ordynata Zamoyskiego, następnie sukcesorów Elizy z Zamoyskich Brzozowskiej. Rozległość ogólna dóbr wynosiła 17649 mórg.
W skład dóbr wchodziły: miasto Wohyń osad miejskich 375, mórg 3003, wieś Wiski osad 40, mórg 703; wieś Walina osad 63, mórg 1415; wieś Osowa osad 109, mórg 2459; wieś Wornice osad 29, mórg 327; wieś Brzozowy Kąt osad 77, mórg 1494; wieś Derewiczna osad 97, mórg 2010; wieś Rudno osad 171 mórg 3564.